# 성원묵
성원묵(成原默, 1785년 ~ 1865년)은 조선 후기의 정치인이자 학자, 서예가이다. 본관은 창녕(昌寧)이다.
1829년 감시에 장원으로 합격하여 바로 과거에 응시할 자격이 부여되어, 1831년(순조 31년)의 식년문과에 을과로 급제하여 대사간, 대사헌 등을 거쳐 1851년 동지부사로 청나라에 다녀온 뒤 호조참판, 공조판서, 부호군, 의정부우참찬, 한성부 판윤, 예조판서 등을 역임하였다. 본관은 창녕으로 자는 계연(季淵) 또는 중연(仲淵)이고, 시호는 효정(孝靖)이다.

## 생애
1785년(정조 9년) 성노주(成老柱)와 최창걸(崔昌傑)의 딸 최씨의 아들로 태어났다. 우계 성혼의 후손으로, 성문준의 7대손이며 증조부는 성광석(成光錫)이고 할아버지는 성덕유(成德游)이다. 부인은 이운빈(李運彬)의 딸이다.
음보로 관직에 올라 동궁에서 근무하던 중 1829년(순조 29)에 효명세자가 성균관에서 친히 주관한 감시(柑試)에서 장원으로 급제하여 바로 전시(殿試)에 응시할 수 있는 자격을 얻었다. 소과와 대과를 거치지 않고 바로 1831년의 식년문과에 병과로 급제하였다. 모사도감도청(模寫都監都廳)이 되고 이후 헌종 초에 홍문관과 사간원, 사헌부 등 삼사의 요직을 두루 역임하고 1843년 통정대부(通政大夫)로 승진, 행안변도호부사(行安邊都護府使)로 부임하였다. 1846년(헌종 12년) 사간원대사간에 임명되었다. 이듬해에 성균관대사성을 거쳐 1849년(철종 즉위년)에 사헌부대사헌에 임명되었으나 동반직인 절충장군(折衝將軍) 첨지중추부사(僉知中樞府事)로 강등되었다.
1851년(철종 2년) 2월 경연참찬관이 되었다가 7월 다시 가선대부가 되어 호조참판(戶曹參判) 겸 성균관동지사가 되었다. 그해 말, 청나라에 파견되는 동지사(冬至使)의 부사(副使)로서 베이징에 갔다가 1852년 귀국했다. 그뒤 공조판서, 행용양위부호군, 의정부우참찬, 한성부판윤 등을 거쳐 1856년(철종 7년) 예조판서에 임명되고 그해 11월에는 예조판서로 비변사유사당상을 겸직하였다. 1858년 행용양위부호군(行龍驤衛大護軍)으로 전임되고 1865(고종 2년)에 사망하였다. 시호는 효정(孝靖)이다.

## 같이 보기
- 성재구
- 성재기